# 根本五左衛門
根本 五左衛門（ねもと ござえもん、? - 正徳元年11月26日（1712年1月4日））は、江戸時代中期の一揆指導者。

## 経歴・人物
安房郡薗村（現：千葉県館山市薗）の名主。正徳元年（1711年）北条藩領下で起こった万石騒動の指導者のひとり。のち一揆の頭取として処刑された。